# Хорхе Санчес
Хорхе Санчес (ісп. Jorge Sánchez, нар. 10 грудня 1997, Торреон) — мексиканський футболіст, правий захисник нідерландського «Аякса» і національної збірної Мексики. На умовах оренди виступає за клуб «Порту».

## Клубна кар'єра
Народився 10 грудня 1997 року в місті Торреон. Вихованець футбольної школи клубу «Сантос Лагуна». Дорослу футбольну кар'єру розпочав 2016 року в основній команді того ж клубу, в якій провів два сезони, взявши участь у 32 матчах чемпіонату.
Своєю грою за цю команду привернув увагу представників тренерського штабу клубу «Америка», до складу якого приєднався 2018 року. Відіграв за команду з Мехіко наступні чотири сезони своєї ігрової кар'єри. Більшість часу, проведеного у складі «Америки», був основним гравцем захисту команди.
Влітку 2022 року за 5,5 мільйона євро перейшов до нідерландського «Аякса».

## Виступи за збірні
2018 року залучався до складу молодіжної збірної Мексики. На молодіжному рівні зіграв у 6 офіційних матчах.
2019 року дебютував в офіційних матчах у складі національної збірної Мексики.
2022 року був включений до її заявки на тогорічний чемпіонат світу в Катарі.
| Дата       | Місто              | Господарі          | Результат | Гості              | Турнір                                   | Голи | Примітки |
| ---------- | ------------------ | ------------------ | --------- | ------------------ | ---------------------------------------- | ---- | -------- |
| 27-3-2019  | Санта-Клара        | Мексика            | 4 – 2     | Парагвай           | товариський матч                         | -    |          |
| 6-6-2019   | Атланта            | Мексика            | 3 – 1     | Венесуела          | товариський матч                         | -    | 68'      |
| 9-6-2019   | Арлінгтон          | Мексика            | 3 – 2     | Еквадор            | товариський матч                         | -    | 46'      |
| 6-9-2019   | Іст-Ратерфорд      | США                | 0 – 3     | Мексика            | товариський матч                         | -    | 58'      |
| 12-10-2019 | Гамільтон          | Бермудські Острови | 1 – 5     | Мексика            | Ліга націй КОНКАКАФ 2019-2020 - 1-й етап | -    |          |
| 20-11-2019 | Гамільтон          | Мексика            | 2 – 1     | Бермудські Острови | Ліга націй КОНКАКАФ 2019-2020 - 2-й етап | -    |          |
| 30-9-2020  | Мехіко             | Мексика            | 3 – 0     | Гватемала          | товариський матч                         | -    | 61'      |
| 13-10-2020 | Гаага              | Алжир              | 2 – 2     | Мексика            | товариський матч                         | -    |          |
| 14-11-2020 | Вінер-Нойштадт     | Південна Корея     | 2 – 3     | Мексика            | товариський матч                         | -    | 68'      |
| 17-11-2020 | Грац               | Японія             | 0 – 2     | Мексика            | товариський матч                         | -    | 37' 46'  |
| 27-3-2021  | Кардіфф            | Уельс              | 1 – 0     | Мексика            | товариський матч                         | -    | 62'      |
| 30-3-2021  | Вінер-Нойштадт     | Коста-Рика         | 0 – 1     | Мексика            | товариський матч                         | -    |          |
| 29-5-2021  | Арлінгтон          | Мексика            | 2 – 1     | Ісландія           | товариський матч                         | -    | 64'      |
| 13-6-2021  | Берлін             | Мексика            | 0 – 0     | Гондурас           | товариський матч                         | -    |          |
| 1-7-2021   | Нашвілл            | Мексика            | 3 – 0     | Панама             | товариський матч                         | -    |          |
| 2-9-2021   | Мехіко             | Мексика            | 2 – 1     | Ямайка             | Відбір до ЧС 2022                        | -    |          |
| 8-9-2021   | Панама             | Панама             | 1 – 1     | Мексика            | Відбір до ЧС 2022                        | -    |          |
| 7-10-2021  | Мехіко             | Мексика            | 1 – 1     | Канада             | Відбір до ЧС 2022                        | 1    |          |
| 17-11-2021 | Едмонтон           | Канада             | 2 – 1     | Мексика            | Відбір до ЧС 2022                        | -    |          |
| 27-1-2022  | Кінгстон (Ямайка)  | Ямайка             | 1 – 2     | Мексика            | Відбір до ЧС 2022                        | -    | 5'       |
| 24-3-2022  | Мехіко             | Мексика            | 0 – 0     | США                | Відбір до ЧС 2022                        | -    |          |
| 27-3-2022  | Сан-Педро-Сула     | Гондурас           | 0 – 1     | Мексика            | Відбір до ЧС 2022                        | -    |          |
| 30-3-2022  | Мехіко             | Мексика            | 2 – 0     | Сальвадор          | Відбір до ЧС 2022                        | -    |          |
| 3-6-2022   | Глендейл (Аризона) | Мексика            | 0 – 3     | Уругвай            | товариський матч                         | -    |          |
| 6-6-2022   | Чикаго             | Мексика            | 0 – 0     | Еквадор            | товариський матч                         | -    |          |
| 16-11-2022 | Жирона             | Мексика            | 1 – 2     | Швеція             | товариський матч                         | -    |          |
| Усього     |                    | Матчів             | 26        |                    | Голів                                    | 1    |          |

## Титули і досягнення
- Переможець Кубка чемпіонів КОНКАКАФ (1):

«Крус Асуль»: 2025
- Володар Золотого кубка КОНКАКАФ (1): 2025